# Michał Przybylski (piłkarz ręczny)
Michał Przybylski (ur. 3 sierpnia 1978) – polski piłkarz ręczny, rozgrywający, trener.
W latach 1996–2002 był zawodnikiem MKS-u Końskie. W sezonie 2001/2002, kiedy konecki klub występował w Ekstraklasie, rozegrał 29 meczów i zdobył 149 goli (najlepszy wynik w drużynie). W najwyższej klasie rozgrywkowej reprezentował też barwy Warszawianki, Piotrkowianina Piotrków Trybunalski i Stali Mielec. Karierę zawodniczą zakończył w 2012, będąc graczem KSSPR-u Końskie. W sezonie 2015/2016 powrócił chwilowo na parkiet.
W lutym 2013 został trenerem KSSPR-u Końskie. W sezonie 2013/2014 zajął z nim w I lidze 2. miejsce (następnie KSSPR przegrał w barażu o awans do Superligi z Nielbą Wągrowiec), w sezonie 2014/2015 – 3. miejsce, w sezonie 2015/2016 – 6. miejsce, a w sezonie 2016/2017 – 4. miejsce. W 2017 odszedł z klubu.
Od lutego do maja 2019 był trenerem grającej w Superlidze Stali Mielec.